# Idolish7
Idolish7 (アイドリッシュセブン Aidorisshu Sebun?), también romanizado como IDOLiSH7, es un juego rítmico japonés desarrollado por Bandai Namco Entertainment con colaboración de Lantis para plataformas Android e iOS. Lanzado en Japón el 20 de agosto de 2015, Idolish7 cuenta con diseño de personajes de Arina Tanemura y Kasumi Fukagawa. Debido a su popularidad, ha sido adaptado a diversos medios, incluyendo series de manga y novelas. Una adaptación a serie de anime producida por el estudio Troyca y dirigida por Makoto Bessho fue estrenada el 7 de enero de 2018. El álbum Regality de la serie se convirtió en el primer álbum acreditado a un grupo de personajes masculinos ficticios en encabezar la Oricon Albums Chart, vendiendo 32.000 copias en su primera semana.

## Argumento
El jugador asume el rol de Tsumugi Takanashi, una mánager novata quien es encomendada por su padre, el presidente de una pequeña agencia llamada Takanashi Production, para ser la representante de un nuevo grupo de idols masculinos. El grupo pasa a llamarse "IDOLiSH7" y se compone de siete miembros, cada uno con diferente personalidad y pasado. Tsumugi debe entrenar y convertir a los inexperimentados muchachos en idols populares, continuamente luchando contra las dificultades de la industria del entretenimiento.

## Personajes

### IDOLiSH7
Riku Nanase (七瀬 陸 Nanase Riku?)
Voz por: Kenshō Ono
Riku es el protagonista principal, un muchacho honesto y trabajador con un increíble talento para el canto. Riku padece de asma, una afección que varias veces ha llegado a obstaculizar sus actividades como idol y suele tener ataques cuando entra en pánico o se encuentra demasiado nervioso. Es incapaz de rechazar a alguien cuando le piden un favor, aunque puede llegar a ser un poco ingenuo cuando se trata del mundo real. Más adelante, se revela que es hermano gemelo de Ten Kujō.
Iori Izumi (和泉 一織 Izumi Iori?)
Voz por: Toshiki Masuda
Iori es el miembro más recatado del grupo y hermano menor de Mitsuki. A pesar de ser uno de los miembros más jóvenes de Idolish7, Iori es un muchacho maduro y responsable, aunque puede llegar a ser bastante descarado y cortante con sus palabras sin proponérselo. Siente un profundo amor por las cosas bonitas y kawaii.
Yamato Nikaidō (二階堂 大和 Nikaidō Yamato?)
Voz por: Yūsuke Shirai
Yamato es el miembro mayor del grupo, de veintidós años de edad. Actúa como una especie de hermano mayor para los demás miembros y a pesar de simular tener una personalidad reservada, en realidad es muy apasionado y piensa en los demás miembros del grupo más que en cualquier otra persona. Es el hijo secreto de una gran estrella japonesa y ha demostrado tener excelentes habilidades como actor.
Mitsuki Izumi (和泉 三月 Izumi Mitsuki?)
Voz por: Tsubasa Yonaga
Mitsuki es el hermano mayor de Iori y el miembro más enérgico del grupo. A pesar de ser mayor que Iori, aparenta ser menor que este debido a su baja estatura y exterior adorable e infantil. Mitsuki siempre soñó con convertirse en idol, pero antes de unirse a Idolish7 nunca logró cumplir su sueño puesto que siempre era rechazado en todas las audiciones. Es dueño de un espíritu caballeroso y es bueno cuidando a los demás. 
Tamaki Yotsuba (四葉 環 Yotsuba Tamaki?)
Voz por: Kenn
Tamaki es el mejor bailarín del grupo. Hace todo a su propio ritmo y puede llegar a ser un poco flojo cuando se trata de ser puntual o cumplir con promesas. Más adelante, se revela que se unió a la industria del entretenimiento porque desea encontrar a su hermana menor pérdida, Aya, de quien fue separado tras la muerte de su madre y desaparición de su padre.
Sōgo Ōsaka (逢坂 壮五 Ōsaka Sōgo?)
Voz por: Atsushi Abe
Sōgo es un joven serio y afectuoso, capaz de manejar cualquier canción y/o baile sin ningún problema mayor. Por lo general, es amable y gentil, aunque ha demostrado tener un lado sádico y es aterrador cuando se enfada. Más adelante, se revela que Sōgo es el hijo del dueño de una gran compañía, pero fue desheredo por su padre tras unirse a la industria del entretenimiento.
Nagi Rokuya (弥 ナギ Rokuya Nagi?)
Voz por: Takuya Eguchi
Nagi es mitad japonés y mitad europeo, proveniente de un país ficticio del norte de Europa llamado Northmarean, el cual posee un lenguaje similar al danés. Apuesto y poseedor de un gran carisma natural, Nagi siempre ha sido popular con las chicas pero por la misma razón nunca ha tenido amigos hombres. Su amor por las mujeres solo se ve desafiado por su amor hacia el anime.

### TRIGGER
Ten Kujō (九条 天 Kujō Ten?)
Voz por: Sōma Saitō
Ten, cuyo verdadero nombre es Ten Nanase, es el centro de Trigger y hermano gemelo mayor de Riku. Sin dar explicación alguna, abandonó a su familia para convertirse en idol, un hecho que lastimó a Riku y aún ahora encuentra sumamente doloroso. Ten es un muchacho perfeccionista con un alto nivel de profesionalismo y se esfuerza por ser un idol perfecto. 
Gaku Yaotome (八乙女 楽 Yaotome Gaku?)
Voz por: Wataru Hatano
Gaku es el único hijo del presidente de Yaotome Production, Sōsuke Yaotome. Es muy popular y fue elegido como el "hombre número uno que querría que me abrazará" por el público. Es muy competitivo y aparenta ser frío cuando habla, aunque en realidad es cordial y atento cuando se trata de sus compañeros de banda.
Ryūnosuke Tsunashi (十 龍之介 Tsunashi Ryūnosuke?)
Voz por: Takuya Satō
Ryū es conocido por su sensualidad y actitud salvaje, pero en realidad es una persona tímida, gentil y torpe. La brecha entre su imagen y su verdadera persona a menudo lo hace preocuparse.

### Re:vale
Momose Sunohara (春原 百瀬 Sunohara Momose?)
Voz por: Sōichirō Hoshi
Mayormente conocido bajo su nombre artístico de Momo (百), es el enérgico y adorable miembro del dúo Re:vale. Momo tiene un lado un poco travieso y arrastra a Yuki en sus travesuras. 
Yukito Orikasa (折笠 千斗 Orikasa Yukito?)
Voz por: Shin'nosuke Tachibana
Mayormente conocido bajo su nombre artístico de Yuki (千), es el miembro recatado de Re:vale. Yuki siempre se disculpa por las travesuras de Momo. 

### Otros
Otoharu Takanashi (小鳥遊 音晴 Takanashi Otoharu?)
Voz por: Susumu Chiba
Es el presidente de Takanashi Production y padre de Tsumugi. Otoharu es un hombre de negocios amable y de gran corazón, aunque muy astuto. Se preocupa profundamente por aquellos que trabajan con él y cree que atesorarlos como personas con sus propios deseos y sueños es el mejor camino hacia el éxito.
Tsumugi Takanashi (小鳥遊 紡 Takanashi Tsumugi?)
Voz por: Satomi Satō
La única hija de Otoharu y mánager de Idolish7. Tsumugi es una joven muy trabajadora y optimista, siempre viendo el lado positivo de las cosas sin importar que tan difícil pueda ser la situación. En el juego, el jugador asume su rol.
Banri Ōgami (大神 万理 Ōgami Banri?)
Voz por: Kazuyuki Okitsu
Un talentoso miembro de Takanashi Production. Banri es un hombre muy confiable y siempre se le ve apoyando a los miembros de Idolish7 y Tsumugi. Hará todo lo que esté a su alcance para ayudar, pero por una razón u otra nunca hará nada que le haga ser el centro de atención.
Sōsuke Yaotome (八乙女 宗助 Yaotome Sōsuke?)
Voz por: Katsuyuki Konishi
Es el presidente de Yaotome Production y padre de Gaku. Sōsuke es una persona calculadora, fría y apática; considera a quienes trabajan para él como simples herramientas reemplazables que puede usar para su propio beneficio personal. Lo único que parece importarle es el dinero y poder, y la mayoría de sus decisiones se basan en dichas cosas. Debido a esto, no tiene una relación cercana con su hijo y posee un gran odio hacia Otoharu y Takanashi Production.
Kaoru Anesagi (姉鷺 カオル Anesagi Kaoru?)
Voz por: Yoshihisa Kawahara
Es el mánager de Trigger. De apariencia afeminada y andrógina, Kaoru es una persona muy capaz totalmente dedicada a Trigger y a sus miembros, aunque puede llegar a ser muy aterrador cuando se enfada. La mayoría de las veces comparte opinión y sentido de moralidad con Sōsuke. A pesar de que físicamente es hombre, los demás personajes se refieren a él con pronombres femeninos.

## Media

### Manga
Una adaptación a serie de manga ilustrada por Nokoshi Yamada es serializada en la revista Hana LaLa Online de la editorial Hakusensha desde 2015. El primer volumen fue lanzado el 4 de diciembre de 2015. Un segundo manga titulado Idolish7: TRIGGER -Before The Radiant Glory-, el cual se centra en el grupo rival de Idolish7, Trigger, fue lanzado el 19 de diciembre de 2016 y cuenta con guion de Bunta Tsushimi e ilustraciones de Arina Tanemura. El 12 de octubre de 2017, fue anunciada una nueva adaptación a manga también ilustrada por Tanemura titulada Re:member, que se centra en el pasado del grupo Re:vale. El manga fue lanzado el 9 de diciembre de 2017.
Una novela titulada Idolish7: Ryūsei ni Inoru, también escrita por Bunta Tsushimi e ilustrada por Arina Tanemura, fue lanzada el 4 de diciembre de 2015. Un fanbook oficial fue lanzado el 30 de junio de 2016, mientras que un segundo lo fue el 19 de agosto de 2016.

### Anime
Una adaptación a serie de anime fue anunciada durante un evento en vivo de Niconico el 19 de agosto de 2016. El anime fue estrenado el 7 de enero de 2018 y concluyó el 19 de mayo del mismo año, con un total de diecisiete episodios emitidos. La serie fue dirigida por Makoto Bessho, producida por el estudio Troyca y escrita por Ayumi Sekine, mientras que el diseño de los personajes estuvo a cargo de Kazumi Fukagawa y la supervisión de Ei Aoki. Crunchyroll licenció el anime para su transmisión en Estados Unidos y la transmitió de forma simultánea con Japón.
Una segunda temporada fue anunciada el 7 de julio de 2018.

#### Lista de episodios
| Número | Título                                                                   | Estreno               |
| ------ | ------------------------------------------------------------------------ | --------------------- |
| 1      | «shaking your heart»                                                     | 7 de enero de 2018    |
| 2      | «Primer escenario» «Hajimari no Sutēji» (はじまりのステージ)             | 7 de enero de 2018    |
| 3      | «Sus sentimientos» «Sorezore no Kimochi» (それぞれの気持ち)              | 7 de enero de 2018    |
| 4      | «Preparación profesional» «Puro no Kakugo» (プロの覚悟)                  | 14 de enero de 2018   |
| 5      | «Secreto» «Himitsu» (秘密)                                               | 21 de enero de 2018   |
| 6      | «Regreso triunfante en la lluvia» «Ame no Naka no Gaisen» (雨の中の凱旋) | 28 de enero de 2018   |
| 7      | «Rayo de luz» «Hitosuji no Hikari» (ひとすじの光)                        | 4 de febrero de 2018  |
| 8      | «Por favor, música» «Purīzu, Myūjikku» (プリーズ、ミュージック)          | 11 de febrero de 2018 |
| 9      | «Tiempo precioso» «Taisetsu na Jikan» (大切な時間)                       | 18 de febrero de 2018 |
| 10     | «Mundo en expansión» «Hirogaru Sekai» (広がる世界)                       | 25 de febrero de 2018 |
| 11     | «La dirección del verano» «Natsu no Yukue» (夏のゆくえ)                  | 4 de marzo de 2018    |
| 12     | «Cinco y dos» «Gou-nin to Futari» (5人と2人)                             | 11 de marzo de 2018   |
| 13     | «Lo que hemos perdido» «Ushinawareta Mono» (失われたもの)                | 18 de marzo de 2018   |
| 14     | «Una vez más esa canción» «Ano Uta o Mōichido» (あの歌をもう一度)        | 25 de marzo de 2018   |
| 15     | «Cerrando puertas» «Toji Rareru Tobira» (閉じられる扉)                   | 1 de abril de 2018    |
| 16     | «Resolver en Zero» «Zero chiten no Ketsui» (ゼロ地点の決意)              | 19 de mayo de 2018    |
| 17     | «making the dream»                                                       | 19 de mayo de 2018    |

### Videojuego
El 15 de febrero de 2018, Bandai Namco Entertainment lanzó un videojuego para PlayStation Vita titulado IDOLiSH7 Twelve Fantasia!. La historia del juego se desarrolla entre la segunda y tercera parte del juego original, centrándose en los grupos Idolish7, Trigger y Re:vale en una gira combinada por Japón. El destino final del juego es un concierto en la Zero Arena.